# Pristomyrmex coggii
Pristomyrmex coggii é uma espécie de formiga do gênero Pristomyrmex, pertencente à subfamília Myrmicinae.